# Лезин, Вениамин Павлович
Вениамин Павлович Лезин (1923—1960) — лейтенант Рабоче-крестьянской Красной Армии, участник Великой Отечественной войны, Герой Советского Союза (1944).

## Биография
Родился 1 апреля 1923 года в Самаре.
После окончания семи классов школы и школы фабрично-заводского ученичества работал слесарем на Куйбышевском авиазаводе. В сентябре 1942 года Лезин был призван на службу в Рабоче-крестьянскую Красную Армию. В 1943 году он окончил Сызранское танковое училище. С октября того же года — на фронтах Великой Отечественной войны, командовал взводом 142-го танкового батальона 95-й танковой бригады 9-го танкового корпуса 65-й армии Белорусского фронта. Отличился во время битвы за Днепр.
20 октября 1943 года взвод Лезина переправился через Днепр к северу от посёлка Лоев Лоевского района Гомельской области Белорусской ССР и принял активное участие в боях за расширение плацдарма на его западном берегу. Прорвав немецкую оборону, взвод Лезина уничтожил большое количество солдат и офицеров противника, его огневых точек. Во время боёв за деревню Городок взвод Лезина разгромил гарнизон численностью около 500 солдат и офицеров, а также уничтожил четыре тяжёлых орудия. В боях за деревню Стародубка взвод разгромил гарнизон из 200 солдат и офицеров, захватил 2 миномёта, после чего занял оборону и отразил три мощные контратаки. В общей сложности в тех боях Лезин лично уничтожил 2 противотанковых орудия, 3 повозки, 14 пулемётов, около 65 солдат и офицеров. В одном из боёв танк Лезина был подбит, а сам он получил тяжёлые ранения обеих рук.
Указом Президиума Верховного Совета СССР «О присвоении звания Героя Советского Союза генералам, офицерскому, сержантскому и рядовому составу Красной Армии» от 15 января 1944 года за «образцовое выполнение боевых заданий командования на фронте борьбы с немецкими захватчиками и проявленными при этом отвагу и геройство» лейтенант Вениамин Лезин был удостоен высокого звания Героя Советского Союза с вручением ордена Ленина и медали «Золотая Звезда» за номером 8824.
После выписки из госпиталя в апреле 1944 года Лезин был уволен в запас по ранению. Проживал в Куйбышеве, работал в органах государственной безопасности СССР.
Скоропостижно скончался от тяжёлой болезни 26 мая 1960 года, похоронен на Городском кладбище города Самара.
Был также награждён рядом медалей.